# Яганов, Ибрагим Хасанбиевич
Ибрагим Хасанбиевич Яганов — черкесский политический и общественный деятель, член Общественного совета СКФО, председатель общественного движения «Хасэ» (КБР).

## Биография
Ибрагим Яганов, уроженец села Нартан Чегемского района Кабардино-Балкарской АССР, родился 16 октября 1963 года. После окончания средней школы в 1980 году он проходил военную службу в Советской Армии. В 1986 году, окончив Бакинскую школу милиции, Яганов некоторое время работал в органах внутренних дел Кабардино-Балкарии.
В 2002 году закончил в Сухумский государственный университет, получив высшее юридическое образование
Яганов принял активное участие в вооружённом конфликте в Абхазии в начале 1990-х годов, возглавив добровольческий батальон из жителей Кабардино-Балкарии. За боевые заслуги ему было присвоено звание Героя Абхазии.
С 2006 по 2011 год Яганов занимал пост члена политсовета Кабардино-Балкарского отделения партии «Союз правых сил», а с марта 2007 года являлся официальным представителем Республики Абхазия в Кабардино-Балкарской Республике.
В марте 2012 года Яганов был избран одним из руководителей общероссийского общественного движения «Россия многонациональная». 
В 2019 году он создал Координационный Совет черкесских общественников», главной задачей которого была международное признание геноцида черкесов.
В июне 2022 года он покинул территорию Российской Федерации в связи с возбуждением уголовного дела по подозрению в публичном оправдании терроризма.
В январе 2023 года Министерство юстиции Российской Федерации включило Ибрагима Яганова в список иностранных агентов.
Является активистом Черкесов в Лиге Свободных Наций. Сейчас проживает в Польше.

## Личная жизнь
Ибрагим Яганов женат, имеет двоих детей.